# Robert Jay Lifton
Robert Jay Lifton (16 mei 1926) is een Amerikaanse psychiater en schrijver.

## Biografie
Lifton werd geboren op 16 mei 1926 in Brooklyn (New York). Op zestienjarige leeftijd ging hij studeren aan de Cornell-universiteit. Hij studeerde af aan het 'New York Medical College' in 1948.
In 1948-49 liep hij stage in het 'Jewish Hospital of Brooklyn'. Van 1949 tot 1951 was hij als psychiater verbonden aan het 'Downstate Medical Center' in Brooklyn. Vervolgens diende hij de luchtmacht tot 1953 in Massachusetts, Japan en Korea.
Hij huwde Betty Jean Lifton in 1952 en bleef met haar gehuwd tot aan haar overlijden in 2010. Ze kregen twee kinderen en vier kleinkinderen.
Lifton was onderzoeker en docent aan de 'Washington School of Psychiatry', Yale-universiteit, Harvard-universiteit, stadsuniversiteit van New York en de Columbia-universiteit.
In 1987 kreeg Lifton de Leo J. Ryan Award toegekend voor zijn onderzoek naar sekten. In 2012 werd hem een eredoctoraat toegekend aan The New School.
Lifton tekent graag cartoons.

## Denken
Samen met psychoanalist en mentor Erik Erikson richtte Lifton in 1966 de 'Wellfleet Psychohistory Group' op. De psychohistorische denktank hield vijftig jaar lang, tot 2015, jaarlijkse bijeenkomsten bij Lifton thuis op Cape Cod.
Lifton is ervan overtuigd dat iedereen het in zich heeft om fanatiek te zijn. Hij doet al meer dan veertig jaar onderzoek naar gedrag van mensen onder extreme omstandigheden. Lifton richt zich niet alleen op slachtoffers, maar ook op daders. Zo interviewde hij onder meer Hiroshima-slachtoffers, maar ook nazi-artsen. Lifton bestudeerde ook de Chinese heropvoedingsprogramma's onder Mao Zedong en Amerikaanse uit Azië teruggekeerde gehersenspoelde krijgsgevangenen.
Voor zijn boek, Destroying the World to Save It, sprak hij met leden van Aum Shinrikyo, de Japanse sekte die in 1995 het gifgas sarin in verschillende metrotreinen in Tokio verspreidde. Wat waren de drijfveren van de merendeels academisch geschoolde sekteleden om achter goeroeleider Shoko Asahara aan te lopen ?
Lifton is een anti kernenergie-activist. Hij beschouwt voorstanders van kernwapens die geloven dat kernwapens vrede zullen brengen als een sekte. Hij sprak zich uit tegen de oorlogen in Vietnam en Irak. Naar aanleiding van de verkiezing van Donald Trump tot Amerikaans president was Lifton actief in een beweging van psychiaters die poogde Trump geestelijk ongeschikt te verklaren. Ook in het klimaatdebat ziet hij gevaar voor sektarisme, zowel bij de ontkenners als bij de doemdenkers.

### Protean Self
Volgens Lifton ontwikkelt de moderne mens een proteusiaans zelf. Dit zelf vernoemde hij naar de Griekse zeegod Proteus omdat die steeds van gedaante veranderde. Door de steeds sneller veranderende historische processen en maatschappelijke omstandigheden dient het zelf zich voortdurend aan te passen. Zelven die niet in staat zijn zich aan de veranderende omstandigheden aan te passen worden psychisch gevoelloos, ervaren zinloosheid en neigen naar het sectaire en totalitaire.